# Neumann U 87

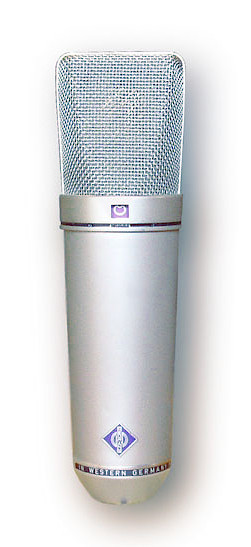
Microfono Neumann U 87

Il Neumann U 87 è un microfono a condensatore prodotto da Georg Neumann dal 1967. È il microfono di questo tipo prodotto più a lungo al mondo.
Il Neumann U 87 è ancora oggi una delle apparecchiature standard per registrazioni audio professionali e sin dalla sua apparizione è stato utilizzato come riferimento per un'immagine sonora naturale, equilibrata e dettagliata. È molto apprezzato nelle registrazioni di musica classica, ma viene utilizzato anche come microfono da studio per le registrazioni della voce ad alta qualità anche nella musica pop. Nella strumentazione tecnica da palcoscenico, tuttavia, viene utilizzato solo di rado, poiché oltre a non esser considerato di aspetto elegante è ad alto rischio di danneggiamento a causa delle sue dimensioni.
La forma del Neumann U 87 fu comunque ripresa stilisticamente da numerosi microfoni successivi a condensatore a membrana larga.